# Fraternitas Arctica

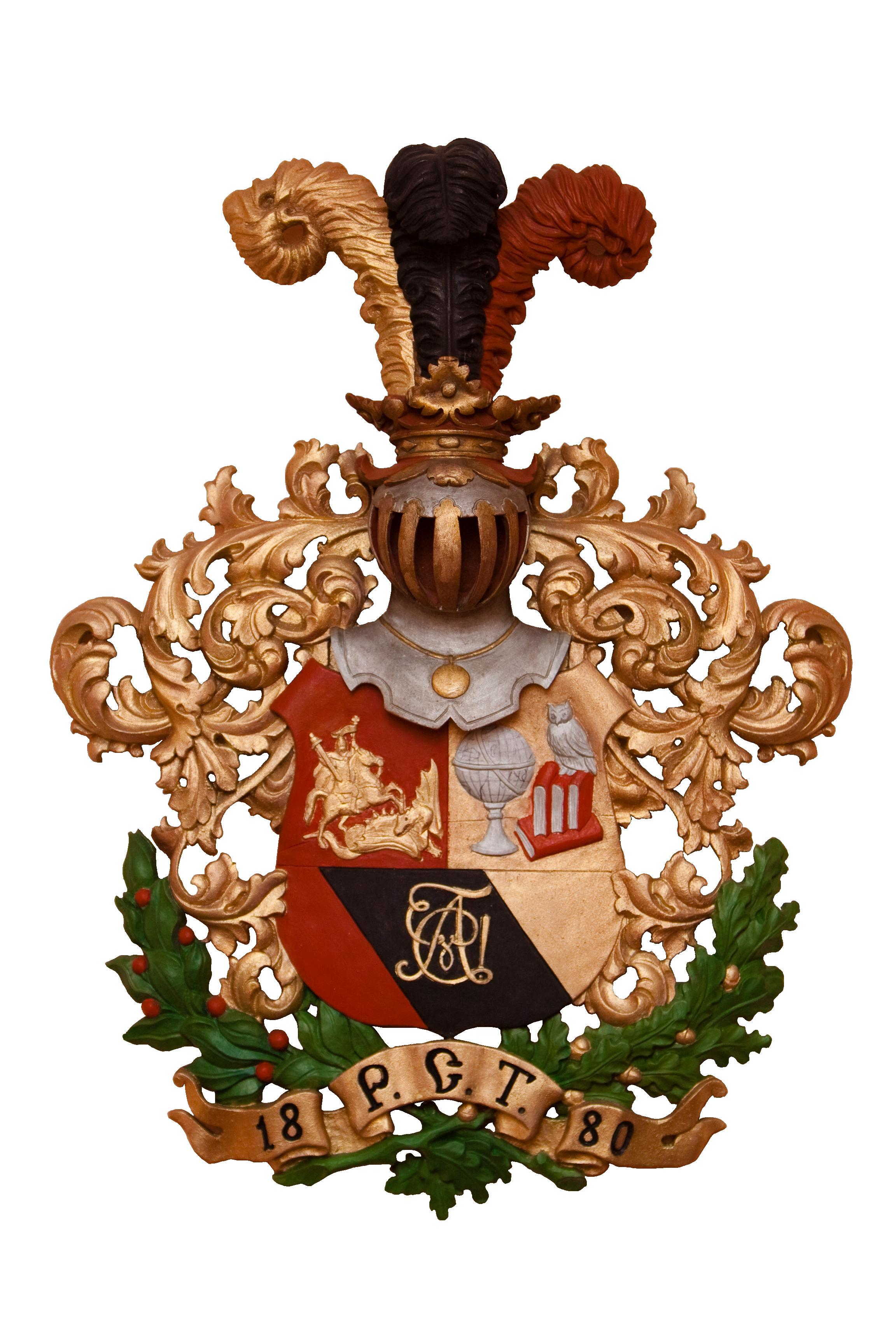
Wappen der Fraternitas Arctica.

Farbschild und Zirkel der Fraternitas Arctica

Die Fraternitas Arctica ist eine Studentenverbindung in Riga. 1880 gestiftet, ist sie heute die weltweit einzige russische Studentenverbindung. Neben russischen hatte sie immer auch lettische, estnische, polnische und deutsche Mitglieder. In ihren Zielen und Idealen steht sie den deutschen Corps nahe: lebenslange Freundschaft, Bewahrung der akademischen Überlieferung Russlands und Toleranz gegenüber anderen Nationalitäten.

## Geschichte

### Gründung in Riga
15 Kommilitonen und 11 Fechtbodisten der suspendierten Borysthenia schlossen sich am 21. Oktober 1880 mit anderen Studenten des Polytechnikum Riga zusammen und gründeten die russische Fraternitas Arctica. Die Farben waren zunächst gold-grau-rot, wurden aber wegen einer gleichfarbigen Verbindung in Deutschland in gold-schwarz-rot geändert. Der Bund wurde am 6. November 1880 in den Rigaer Chargierten-Convent (C!C!) aufgenommen. Die offizielle Bekanntgabe am nächsten Tag gilt seither als Stiftungsdatum. Es findet sich in den elf goldenen Punkten und sieben Schlingen um den Zirkel des schwarz-gold-roten Deckels wieder. Der Wahlspruch ist Р.С.Т. – Рцы Слово Твердо (Rci slovo tvjordo) (lett. Vīrs un vārds, dt. Ein Mann, ein Wort). Die ersten Chargierten waren der Senior David Richter, der Consenior Victor Brokmiller, der Subsenior Ivan Jevecky und der Olderman Karl Koch. Mit den polnischen Verbindungen Arconia und Korporacja Akademicka Welecja unterstützte Arctica die erste lettische Verbindung Selonia in ihrem Bemühen um Anerkennung.

### Moskau
Als das Polytechnikum wegen des Ersten Weltkrieges 1915 nach Moskau verlegt wurde, zog Arctica mit. Obwohl die meisten Mitglieder zur Kaiserlich Russischen Armee eingezogen wurden, konnte der aktive Betrieb bis zum 1. September 1916 aufrechterhalten werden. Als 1921 der Philisterverein gegründet wurde, stellte sich heraus, dass nur 55 von 455 Mitgliedern der Arctica den Weltkrieg, die Oktoberrevolution und den Russischen Bürgerkrieg überlebt hatten.

### Rückkehr
Mit drei Kommilitonen und einem Fechtbodisten nahm Arctica am 8. Februar 1922 den aktiven Betrieb an der Universität Lettlands wieder auf. Am 31. Dezember 1922 wurde sie Mitglied des Präsidenkonvents (Prezidiju Konvent, P!K!). Im Wintersemester 1922 wurden 26 Füchse aktiv. Im Wintersemester 1924 (1924 II) und im Sommersemester 1933 (1933 I) hatte Arctica den Vorsitz im Präsidenkonvent.

### Exil in Nordamerika und erneute Gründung in Riga

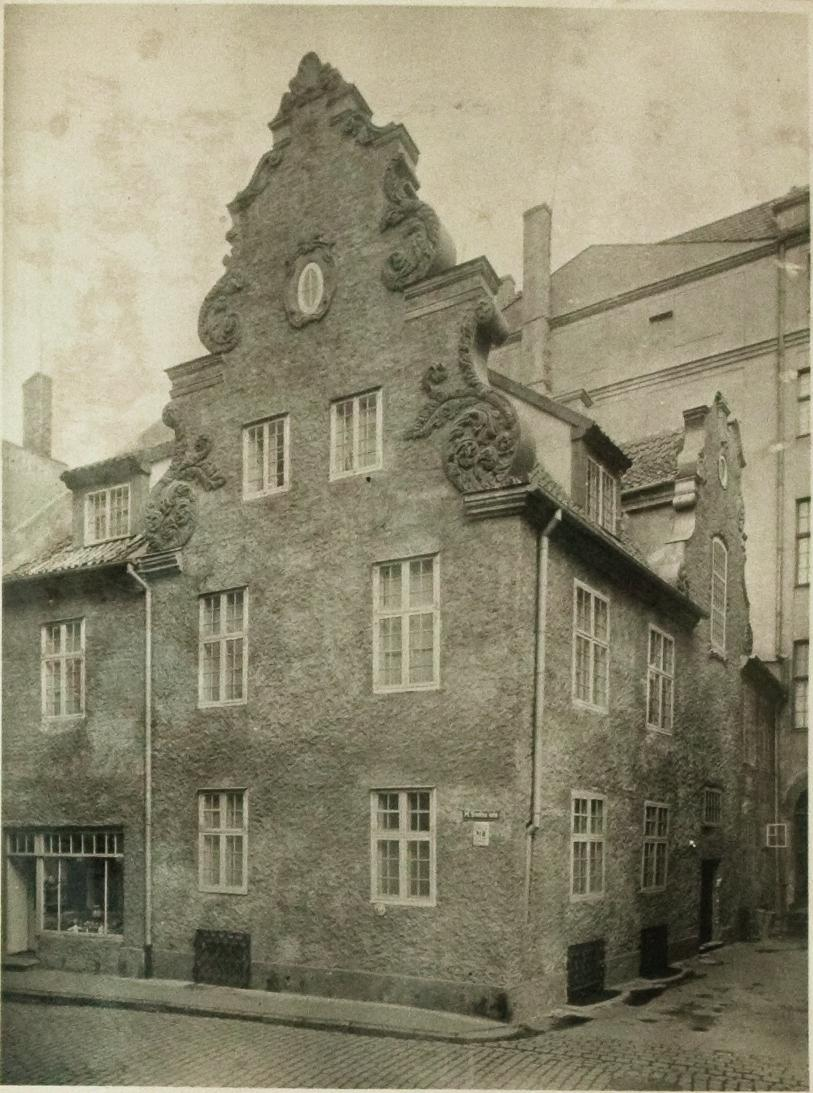
Convents-Quartier,
Kleinen Sandstraße 8
(lettisch Mazā Smilšu iela 8)

1940 wurde die Arctica mit damals 180 Mitgliedern vom Ministerrat der UdSSR aufgelöst. Nach dem Zweiten Weltkrieg zunächst in Deutschland rekonstituiert, verlegte sie in den 1950er Jahren in die Vereinigten Staaten. Seit Januar 1988 hatte sie ihr Conventsquartier in Kanada. Dort engagierte sie sich in der Association of Latvian Fraternities (Latvijas Korporāciju Apvienība, L!K!A!). Zugleich wurde der aktive Betrieb in Lettland geheim und in geringem Umfang fortgeführt. Es wurden Füchse aufgenommen und ein Kommersbuch herausgegeben. Noch vor der Wiederherstellung von Lettlands Unabhängigkeit beschlossen die Mitglieder am 15. Mai 1990 im alten Korporationshaus in der Kleinen Sandstraße 8 die Rekonstitution ihres Bundes auf der Grundlage der alten Statuten. Seit Oktober 2012 besteht eine Zweigstelle in Tartu/Estland. In den 132 Jahren ihrer Geschichte schlossen sich 800 Studenten der Fraternitas Arctica an. Die Hälfte wurden Philister.

## Mitglieder
- Nikolai Petrowitsch Bogdanow-Belski (1868–1945), Maler
- Michail Michailowitsch Prischwin (1873–1954), Schriftsteller

## Externe Beziehungen
Die Fraternitas Arctica schloss Kartellverträge mit
- Vironia in Tartu, Tallinn und Toronto
- Neo-Ruthenia in Sankt-Petersburg
- Boeteia in Tallinn
- Fraternitas Aeterna in Tartu
- Fraternitas Ergonia in Tallinn
- Fraternitas Slavia in Tartu und Tallinn
- Fraternitas Slavia in Prag